# Freedom Suite
| Recensione | Giudizio |
| ---------- | -------- |
| AllMusic   |          |

Freedom Suite è un album del sassofonista jazz statunitense Sonny Rollins, pubblicato dalla Riverside Records nell'aprile del 1958 , con la partecipazione di Oscar Pettiford e Max Roach.

## Tracce
LP (1958, Riverside Records, RLP 12-258)
Lato A
1. Freedom Suite – 19:17 (musica: Sonny Rollins)

Lato B
1. Someday I'll Find You – 4:35 (Noël Coward)
2. Will You Still Be Mine? – 2:54 (testo: Tom Adair – musica: Matt Dennis)
3. Till There Was You – 4:16 (Meredith Willson)
4. Shadow Waltz – 4:08 (testo: Al Dubin – musica: Harry Warren)

CD (1989, pubblicato dalla Original Jazz Classics, OJCCD-067-2)
1. Freedom Suite – 19:17 (musica: Sonny Rollins)
2. Someday I'll Find You – 4:35 (Noël Coward)
3. Will You Still Be Mine? – 2:54 (testo: Tom Adair – musica: Matt Dennis)
4. Till There Was You (Take 4) – 4:54 (Meredith Willson)
5. Till There Was You (Take 3) – 4:55 (Meredith Willson) – Traccia bonus
6. Shadow Waltz – 4:08 (testo: Al Dubin – musica: Harry Warren)

## Musicisti
- Sonny Rollins – sassofono tenore
- Oscar Pettiford – contrabbasso
- Max Roach – batteria

### Produzione
- Bill Grauer e Orrin Keepnews – produzione
- Registrazioni effettuate al WOR Recording Studios di New York City, New York il 27 febbraio e 7 marzo 1958
- Sam Morse – ingegnere delle registrazioni
- Paul Bacon – design copertina album originale
- Paul Weller – foto copertina album originale
- Orrin Keepnews – note retrocopertina album originale [4]